# Simeon (arcibiskup)
Simeon, vlastním jménem Radivoj Jakovljevič, (12. února 1926 Praha – 19. března 2024) byl český pravoslavný duchovní, arcibiskup olomoucko-brněnský Pravoslavné církve v českých zemích a na Slovensku.

## Život
Narodil se dne 12. února 1926 v Praze. Jeho otec byl Srb, matka Češka.
Vystudoval reálné gymnázium v Praze. Roku 1945 začal studovat teologii na Karlově univerzitě v Praze. V letech 1949–1953 studoval na Leningradské teologické akademii. V letech 1954–1959 byl asistentem na katedře teologie Prešovské univerzity, vyučoval také Starý zákon na zdejší Pravoslavné bohoslovecké fakultě.
Dne 7. září 1958 se oženil. 1. listopadu 1958 byl v Praze rukopoložen na diakona a 25. prosince na jereje. V letech 1959–1998 sloužil v církevní obci při chrámu sv. Vladimíra v Mariánských Lázních. Roku 1992 mu byl udělen titul doktor teologie. Dne 12. září 1996 ovdověl.
Dne 1. června 1998 byl v klášteře sv. mučedníka Gorazda v Hrubé Vrbce postřižen na monacha. Přijal mnišské jméno Simeon na počest srbského knížete-mnicha sv. Simeona.
Roku 1998 byl zvolen biskupem žateckým a vikarijním biskupem pražské eparchie. Dne 21. června 1998 se v katedrálním chrámu sv. Cyrila a Metoděje v Praze konala jeho biskupská chirotonie. Světitelem byl metropolita českých zemí a Slovenska, arcibiskup prešovský Mikuláš (Kocvár). Ještě roku 1998 bylo jeho titulární biskupské sídlo změněno na Mariánské Lázně. Dne 9. dubna 2000 byl zvolen biskupem olomoucko-brněnské eparchie. Dne 12. února 2006 byl povýšen do hodnosti arcibiskupa.
Dne  12. dubna 2013 byl zvolen Locum Tenens metropolitním správcem Pravoslavné církve v českých zemích a na Slovensku. Během jeho působení v této pozici zde panovaly vnitrocírkevní spory. Dne 9. prosince 2013 byl zproštěn funkce metropolitního správce Pravoslavné církve v českých zemích a na Slovensku. Konstantinopolský patriarchát toto neuznal, ale později své rozhodnutí změnil.
Poslední léta svého života strávil v ústraní a jeho roli ve vedení olomoucko-brněnské eparchie za něj fakticky vykonával jeho vikární biskup Izaiáš (Slaninka). Zemřel dne 19. března 2024. Zaupokojná (tj. zádušní) liturgie a pohřební obřady se konaly 23. března 2024 v dopoledních hodinách v katedrálním chrámu sv. Gorazda I. v Olomouci. Obřadů se zde zúčastnili metropolita českých zemí a Slovenska a arcibiskup prešovský Rastislav (Gont) (který vedl obřady pohřbu), biskup šumperský Izaiáš (Slaninka), arcibiskup pražský a českých zemí Michal (Dandár), biskup apamejský Paisios (Larentzakis) (Konstantinopolský patriarchát), zástupci Pravoslavné bohoslovecké fakulty z Prešova a další duchovní i laici. Mezi hosty byl také např. římskokatolický pomocný biskup olomoucký Mons. Antonín Basler.

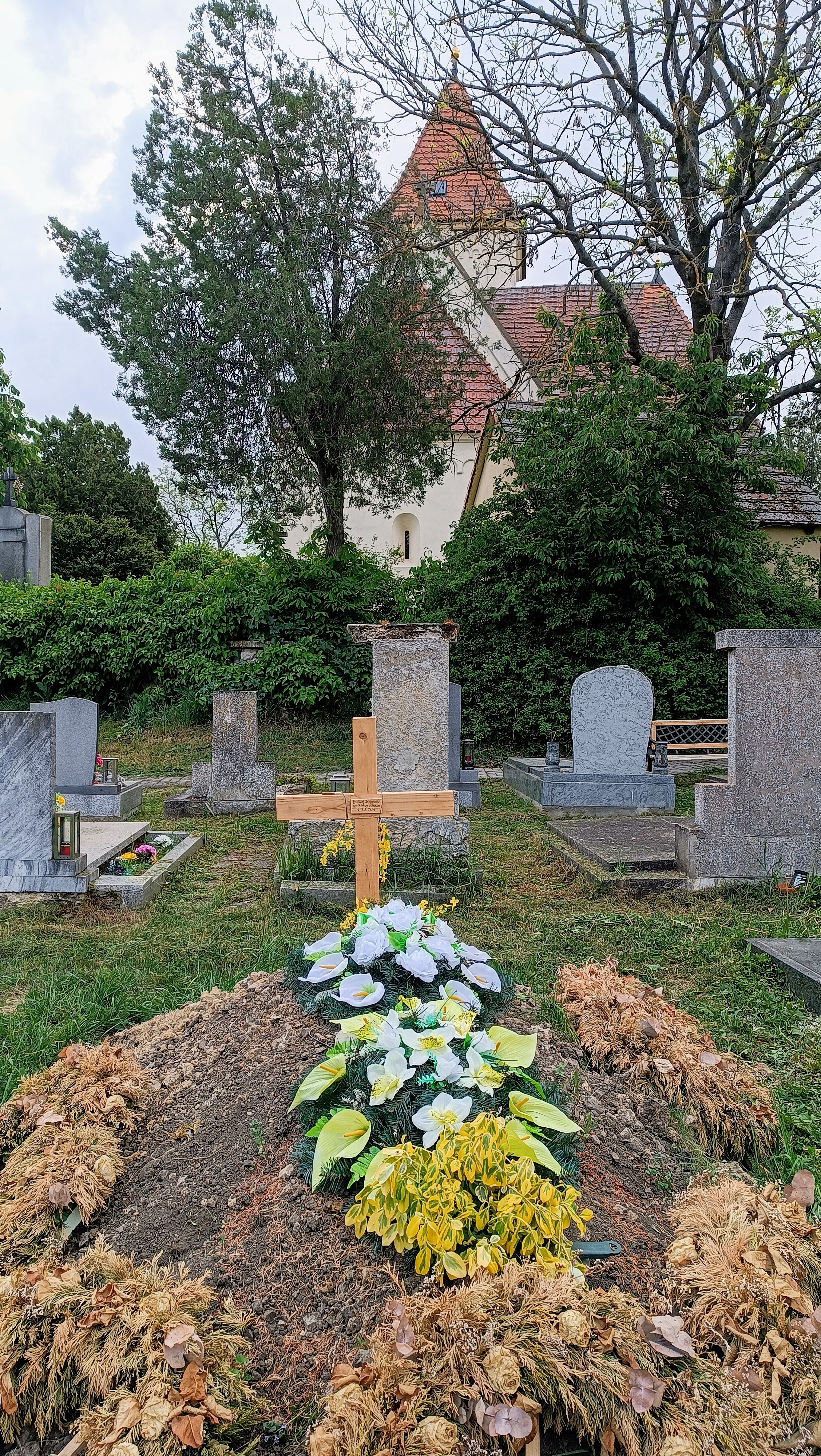
Hrob arcibiskupa Simeona v Krtni

Pohřben je na hřbitově na Krtni, u filiálního kostela sv. Jana a Pavla.